# Cui prodest scelus, is fecit
Cui prodest scelus, is fecit (лат. изговор: куи продест сцелус, из фецит). Онај коме користи злочин, тај га је починио. (Сенека)

## Поријекло изреке
Ову изреку је изрекао почетком нове ере познати римски књижевник и филозоф Сенека.

## Тумачење
Сенека издаје упутство истражитељима: „Онај коме користи злочин, тај га је починио“. Онај који има интерес је могући извршилац злочина.